# Championnats du monde de skyrunning 2020
Navigation
2018 2022
Les Championnats du monde de skyrunning 2020 constituent la cinquième édition des championnats du monde de skyrunning, compétition internationale gérée par la fédération internationale de skyrunning. Initialement agendés du 10 juillet au 12 juillet 2020 dans le cadre du Buff Epic Trail à La Vall de Boí dans les Pyrénées espagnoles, ils sont reportés d'un an en raison de la pandémie de Covid-19. 155 coureurs représentants 23 pays participent à cette édition.

## Résultats

### SkyMarathon
Le Japonais Ruy Ueda et le Suisse Christian Mathys prennent les premiers les commandes de la course, suivis par les Espagnols Zaid Ait Malek et Manuel Merillas. Tirant profit de la seconde partie du parcours plus technique, ce dernier parvient à doubler ses adversaires pour prendre la tête et filer vers la victoire. Christian fait parler ses talents de descendeur pour prendre avantage sur Ruy et décrocher la médaille d'argent. La course féminine est dominée dans un premier temps par la Française Blandine L'Hirondel, suivie à distance par les Espagnoles Oihana Kortazar et Patricia Pineda. Partie dans le gros du peloton, la Tchèque Marcela Vašínová hausse le rythme en milieu de course pour rattraper le groupe de tête. Au kilomètre 25, Blandine est victime d'une douleur à la cheville et jette l'éponge. Marcela profite de la fin de parcours technique pour passer en tête. Elle remporte la victoire et s'offre le doublé, ayant remporté le titre du kilomètre vertical deux jours auparavant. Les Espagnoles Oihana Kortazar et Marta Molist complètent le podium.
| Rang               | Athlète                  | Temps           |
| ------------------ | ------------------------ | --------------- |
| Médaille d'or      | Manuel Merillas          | 4 h 0 min 13 s  |
| Médaille d'argent  | Christian Mathys         | 4 h 6 min 46 s  |
| Médaille de bronze | Ruy Ueda                 | 4 h 10 min 51 s |
| 4                  | Zaid Ait Malek           | 4 h 18 min 23 s |
| 5                  | Mattia Tanara            | 4 h 18 min 55 s |
| 6                  | Jiří Čípa                | 4 h 23 min 20 s |
| 7                  | Daniel Antonioli         | 4 h 25 min 22 s |
| 8                  | Ryunosuke Omi            | 4 h 27 min 23 s |
| 9                  | Oscar Casal Mir          | 9 h 0 min 49 s  |
| 10                 | Alejandro Forcades Pujol | 4 h 31 min 31 s |

| Rang               | Athlète                  | Temps           |
| ------------------ | ------------------------ | --------------- |
| Médaille d'or      | Marcela Vašínová         | 4 h 50 min 24 s |
| Médaille d'argent  | Oihana Kortazar Aranzeta | 4 h 57 min 48 s |
| Médaille de bronze | Marta Molist Codina      | 5 h 3 min 37 s  |
| 4                  | Patricia Pineda Cornejo  | 5 h 3 min 56 s  |
| 5                  | Emily Schmitz            | 5 h 23 min 39 s |
| 6                  | Irén Tiricz              | 5 h 23 min 54 s |
| 7                  | Lina El Kott             | 5 h 26 min 31 s |
| 8                  | Natalia Rudenko          | 5 h 30 min 10 s |
| 9                  | Zulfiya Gaynanova        | 5 h 37 min 28 s |
| 10                 | Sanna El Kott            | 5 h 38 min 5 s  |

### Ultra SkyMarathon
L'Andorran Marc Casal Mir prend le premier les commandes de la course, suivi de près par les Espagnols Borja Fernández et Miguel Ángel Heras, l'Américain David Hedges et l'Italien Luca Arrigoni. Marc maintient son allure pour rester en tête tandis que les Espagnols voient revenir leur compatriote Manuel Anguita. Ce dernier parvient à se glisser en deuxième position mais ne parvient juste pas à rattraper Marc qui remporte le titre. Borja complète le podium. La course féminine voit le trio espagnol composé de Maite Maiora, Gemma Arenas et Aroa Sío mener la course en première partie. La championne du monde 2016 largue ses adversaires qui n'arrivent pas à suivre son rythme soutenu et s'offre son second titre. Gemma parvient à rester dans son sillage pour décrocher la médaille d'argent tandis que l'Italienne Giuditta Turini effectue une bonne remontée pour terminer sur la troisième marche du podium.
| Rang               | Athlète                      | Temps           |
| ------------------ | ---------------------------- | --------------- |
| Médaille d'or      | Marc Casal Mir               | 8 h 10 min 20 s |
| Médaille d'argent  | Manuel Anguita Bayo          | 8 h 12 min 56 s |
| Médaille de bronze | Borja Fernández Fernández    | 8 h 26 min 55 s |
| 4                  | Franco Collé                 | 8 h 36 min 8 s  |
| 5                  | Tomáš Fárník                 | 8 h 38 min 41 s |
| 6                  | Luca Arrigoni                | 8 h 40 min 9 s  |
| 7                  | Miguel Ángel Heras Hernández | 8 h 47 min 1 s  |
| 8                  | David Pelíšek                | 8 h 56 min 61 s |
| 9                  | David Hedges                 | 9 h 0 min 49 s  |
| 10                 | Luís Fernandes               | 9 h 3 min 13 s  |

| Rang               | Athlète                 | Temps            |
| ------------------ | ----------------------- | ---------------- |
| Médaille d'or      | Maite Maiora Elizondo   | 9 h 23 min 56 s  |
| Médaille d'argent  | Gemma Arenas Alcázar    | 9 h 42 min 1 s   |
| Médaille de bronze | Giuditta Turini         | 9 h 56 min 43 s  |
| 4                  | Aroa Sío Seijo          | 10 h 18 min 28 s |
| 5                  | Petra Ševčíková         | 10 h 31 min 0 s  |
| 6                  | Chiara Giovando         | 10 h 40 min 59 s |
| 7                  | Sabrina Solana Pignorel | 10 h 46 min 8 s  |
| 8                  | Nikolett Dendel         | 11 h 4 min 0 s   |
| 9                  | Yukari Hoshino          | 11 h 11 min 14 s |
| 10                 | Ildikó Wermescher       | 11 h 24 min 23 s |

### Kilomètre vertical
La course voit une lutte entre le Japonais Ruy Ueda, le Suisse Roberto Delorenzi et l'Espagnol Daniel Osanz Laborda. Ruy parvient à prendre une courte tête d'avance et profite de la lutte entre ses deux adversaires pour s'adjuger le titre. Deuxième dans un premier temps, Roberto doit s'incliner face à Daniel qui prend la médaille d'argent. Chez les femmes, la Tchèque Marcela Vašínová qui ne participe qu'à son deuxième kilomètre vertical se surprend elle-même à survoler les débats. Elle s'impose aisément avec plus de deux minutes d'avance sur l'Espagnole Oihana Kortazar. La Française Iris Pessey complète le podium.
| Rang               | Athlète                  | Temps       |
| ------------------ | ------------------------ | ----------- |
| Médaille d'or      | Ruy Ueda                 | 35 min 6 s  |
| Médaille d'argent  | Daniel Osanz Laborda     | 35 min 38 s |
| Médaille de bronze | Roberto Delorenzi        | 35 min 55 s |
| 4                  | Manuel Da Col            | 36 min 5 s  |
| 5                  | Oscar Casal Mir          | 36 min 52 s |
| 6                  | Pere Rullán Estarelles   | 37 min 20 s |
| 7                  | Ryunosuke Omi            | 37 min 44 s |
| 8                  | Mike Popejoy             | 38 min 22 s |
| 9                  | Arnau Soldevila Busquets | 38 min 23 s |
| 10                 | Manuel Merillas          | 38 min 29 s |

| Rang               | Athlète                  | Temps       |
| ------------------ | ------------------------ | ----------- |
| Médaille d'or      | Marcela Vašínová         | 41 min 0 s  |
| Médaille d'argent  | Oihana Kortazar Aranzeta | 43 min 14 s |
| Médaille de bronze | Iris Pessey              | 44 min 26 s |
| 4                  | Lina El Kott             | 45 min 18 s |
| 5                  | Silvia Lara Diéguez      | 45 min 46 s |
| 6                  | Sanna El Kott            | 46 min 8 s  |
| 7                  | Emily Schmitz            | 46 min 23 s |
| 8                  | Elena Nicolini           | 46 min 39 s |
| 9                  | Zulfiya Gaynanova        | 46 min 51 s |
| 10                 | Virginia Pérez Mesonero  | 47 min 31 s |

### Combiné
| Rang               | Athlète         |
| ------------------ | --------------- |
| Médaille d'or      | Ruy Ueda        |
| Médaille d'argent  | Manuel Merillas |
| Médaille de bronze | Oscar Casal Mir |

| Rang               | Athlète          |
| ------------------ | ---------------- |
| Médaille d'or      | Marcela Vašínová |
| Médaille d'argent  | Oihana Kortazar  |
| Médaille de bronze | Lina El Kott     |

### Nations
| Rang               | Pays     | Vertical | Sky | Ultra | Total |
| ------------------ | -------- | -------- | --- | ----- | ----- |
| Médaille d'or      | Espagne  | 310      | 338 | 354   | 1002  |
| Médaille d'argent  | Italie   | 238      | 240 | 282   | 760   |
| Médaille de bronze | Tchéquie | 128      | 274 | 254   | 656   |